# Novosuctobelba campestris
Novosuctobelba campestris är en kvalsterart som först beskrevs av Balogh och Sandór Mahunka 1981.  Novosuctobelba campestris ingår i släktet Novosuctobelba och familjen Suctobelbidae. Inga underarter finns listade i Catalogue of Life.